# 布里斯科 (密蘇里州)
布里斯科（英語：Briscoe）是位於美國密蘇里州林肯縣的非建制地區。

## 歷史
布里斯科的郵局於1882年設立，其後於1959年停運。

## 地理
布里斯科所處的海拔為高於海平面161米（即528英呎），而該地所採用的時區為UTC-6，即北美中部時區（CST）。同時該地設有夏令時間，為UTC-6調快一小時，即UTC-5（CDT）。